# Foggia Calcio 1997-1998
Questa voce raccoglie le informazioni riguardanti il Foggia Calcio nelle competizioni ufficiali della stagione 1997-1998.

## Stagione
Il Foggia nella stagione 1997-1998 partecipa al campionato di Serie B, si classifica al diciassettesimo posto con 41 punti e retrocede in Serie C1. Allenato da Domenico Caso e tormentato dalle vicende societarie, non riesce a mantenere la categoria. Termina il girone di andata con 21 punti, virtualmente salvo, quint'ultimo in classifica, nel girone di ritorno resta in corsa per salvarsi fin quasi al termine del torneo, si rivela decisiva la sconfitta interna (0-1) con il Castel di Sangro il 24 maggio, poi non riesce più a vincere, raccogliendo due punti nelle ultime tre partite, gettando così la spugna. I tifosi rossoneri, considerano come spartiacque l'incontro successivo, Foggia-Ravenna (2-2), dopo che il foggia ad inizio ripresa si era portato sul doppio vantaggio, grazie ad un calcio di punizione da 30 etri di Oshadogan, ed un calcio di rigore, procurato da Di Michele e trasformato dal Chianese, tutto però vanificato nell'ultima mezz'ora dal ritorno dei romagnoli che riescono ad impattare il risultato. Nonostante la retrocessione, il Foggia di Mimmo Caso ha messo in mostra un discreto gioco in attacco, con Vincenzo Chianese autore di 16 reti, bene anche il croato Dragan Vukoja in doppia cifra con 10 centri e David Di Michele con 8 reti. Nella Coppa Italia dopo avere battuto il Cosenza nel doppio confronto del primo turno, viene eliminato nel secondo turno dall'Inter, superato (0-1) in casa e (3-2) in trasferta.

### Curiosità
Questa è la stagione che conclude ufficialmente il periodo di maggior successo vissuto dal Foggia, iniziato con la promozione in Serie B al termine della stagione 1988-89, con quattro stagioni di fila in Serie A e cinque in Serie B. Esattamente dieci anni dopo, a partire dalla stagione 1998-99 inizia ora il periodo più buio della storia del Foggia, che durerà ben diciannove anni fino al 2017.

## Organigramma societario
Area direttiva
- Presidente: Domenico Buonomo

Area tecnica
- Allenatore: Domenico Caso

## Rosa
| N. |                     | Ruolo | Calciatore                  |
| -- | ------------------- | ----- | --------------------------- |
| 1  | Italia (bandiera)   | P     | Flavio Roma                 |
| 2  | Italia (bandiera)   | D     | Salvatore Monaco            |
| 3  | Italia (bandiera)   | D     | Aniello Parisi              |
| 4  | Italia (bandiera)   | C     | Damiano Moscardi            |
| 5  | Italia (bandiera)   | D     | Joseph Dayo Oshadogan       |
| 6  | Italia (bandiera)   | D     | Paolo Bianco                |
| 7  | Italia (bandiera)   | C     | Federico Bettoni            |
| 8  | Austria (bandiera)  | C     | Peter Artner                |
| 9  | Svizzera (bandiera) | A     | Giuseppe Perrone            |
| 10 | Italia (bandiera)   | A     | David Di Michele            |
| 11 | Croazia (bandiera)  | A     | Dragan Vukoja               |
| 12 | Italia (bandiera)   | P     | Paolo Toccafondi            |
| 13 | Italia (bandiera)   | D     | Giovanni Giuseppe Di Meglio |
| 14 | Italia (bandiera)   | C     | Michele De Feudis           |
| 15 | Italia (bandiera)   | C     | Sergio D'Autilia            |
| 16 | Svezia (bandiera)   | A     | Jonas Axeldal               |
| 17 | Italia (bandiera)   | D     | Paolo Cozzi                 |
| 18 | Italia (bandiera)   | C     | Valeriano Fiorin            |
| 19 | Italia (bandiera)   | D     | Gionata Bruni               |

| N. |                      | Ruolo | Calciatore           |
| -- | -------------------- | ----- | -------------------- |
| 20 | Italia (bandiera)    | C     | Federico Lunardon    |
| 21 | Italia (bandiera)    | C     | Daniele Franceschini |
| 22 | Italia (bandiera)    | P     | Andrea Ivan          |
| 23 | Italia (bandiera)    | C     | Giuseppe Colucci     |
| 24 | Italia (bandiera)    | C     | Andrea Suriano       |
| 25 | Danimarca (bandiera) | C     | Lennart Bak          |
| 26 | Italia (bandiera)    | C     | Luciano Volturno     |
| 27 | Italia (bandiera)    | A     | Vincenzo Chianese    |
| 28 | Italia (bandiera)    | D     | Vincenzo Matrone     |
| 29 | Italia (bandiera)    | D     | Rosario Guarino      |
| 30 | Italia (bandiera)    | C     | Carmine Protano      |
| 31 | Italia (bandiera)    | P     | Emiliano Betti       |
| 32 | Italia (bandiera)    | A     | Franco Florio        |
| 33 | Italia (bandiera)    | D     | Antonio Palo         |
| 34 | Italia (bandiera)    | D     | Alberto Malusci      |
| 35 | Italia (bandiera)    | A     | Franco Brienza       |
| 36 | Italia (bandiera)    | P     | Stefano Pergolizzi   |
| 37 | Italia (bandiera)    | C     | Enrico Melillo       |
| 38 | Italia (bandiera)    | D     | Giuseppe Zelano      |

## Risultati

### Campionato

#### Girone di andata
| Arbitro: | Tombolini (Ancona) |

|                      |           |  |
| Carruezzo 79’ (rig.) | Marcatori |  |

| Arbitro: | Farina (Novi Ligure) |

|                     |           |                            |
| Ballarin 21’ (aut.) | Marcatori | 70’ Schwoch 79’ M. Cossato |

| Arbitro: | Pin (Conegliano) |

|                |           |              |
| Carparelli 40’ | Marcatori | 27’ Chianese |

| Arbitro: | Sirotti (Forlì) |

|                                             |           |                              |
| Ziliani 44’ (aut.) Chianese 51’, 71’ (rig.) | Marcatori | 32’ Lorenzini 60’ Giacchetta |

| Arbitro: | Serena (Bassano del Grappa) |

|           |           |                       |
| Villa 86’ | Marcatori | 25’ (rig.) Di Michele |

| Arbitro: | Dagnello (Trieste) |

|           |           |  |
| Vukoja 7’ | Marcatori |  |

| Arbitro: | Trentalange (Torino) |

|                                  |           |                            |
| Pisano 47’ (rig.) Nappi 55’, 87’ | Marcatori | 18’ Bettoni 51’ Di Michele |

| Arbitro: | Strazzera (Trapani) |

|                             |           |             |
| Chianese 18’ Di Michele 90’ | Marcatori | 30’ Palumbo |

| Arbitro: | Rosetti (Torino) |

|                                         |           |                         |
| Aglietti 61’ (rig.), 74’ L. Colucci 70’ | Marcatori | 51’ Vukoja 91’ Chianese |

| Foggia 9 novembre 1997 10ª giornata | Foggia        | 0 – 0 | Treviso | Stadio Pino Zaccheria\| Arbitro: \| Lana (Torino) \| |
| Arbitro:                            | Lana (Torino) |       |         |                                                      |

| Arbitro: | Sirotti (Forlì) |

|                 |           |                  |
| Campolonghi 83’ | Marcatori | 67’ (aut.) Saini |

| Arbitro: | Preschern (Mestre) |

|                |           |                        |
| Vukoja 6’, 68’ | Marcatori | 23’ Paci 32’ Innocenti |

| Arbitro: | Bonfrisco (Monza) |

|                                    |           |  |
| Saurini 40’, 73’ De Franceschi 45’ | Marcatori |  |

| Arbitro: | Cardella (Torre del Greco) |

|  |           |                |
|  | Marcatori | 70’ F. Cossato |

| Arbitro: | Nucini (Bergamo) |

|                                 |           |                         |
| Bernardini 12’ (rig.) Melli 17’ | Marcatori | 59’ Chianese 93’ Vukoja |

| Arbitro: | Rosetti (Torino) |

|                   |           |  |
| Chianese 27’, 88’ | Marcatori |  |

| Arbitro: | Sputore (Vasto) |

|                                           |           |               |
| Buonocore 25’ Gabrieli 65’ Centofanti 71’ | Marcatori | 9’ Di Michele |

| Arbitro: | Rodomonti (Teramo) |

|                                         |           |  |
| Chianese 13’ (rig.) D. Franceschini 64’ | Marcatori |  |

| Arbitro: | Preschern (Mestre) |

|                                      |           |                        |
| Altobelli 7’ Petrachi 40’ Lucidi 49’ | Marcatori | 10’ Perrone 59’ Fiorin |

#### Girone di ritorno
| Arbitro: | Pin (Conegliano) |

|  |           |                      |
|  | Marcatori | 38’, 45+4’ Banchelli |

| Arbitro: | Dagnello (Trieste) |

|           |           |  |
| Pedone 6’ | Marcatori |  |

| Arbitro: | Pellegrino (Barcellona Pozzo di Gotto) |

|  |           |                                    |
|  | Marcatori | 9’ Ferrante 37’ Sommese 93’ Dorigo |

| Reggio Calabria 22 febbraio 1998 23ª giornata | Reggina           | 0 – 0 | Foggia | Stadio Comunale\| Arbitro: \| Bonfrisco (Monza) \| |
| Arbitro:                                      | Bonfrisco (Monza) |       |        |                                                    |

| Arbitro: | Braschi (Prato) |

|                     |           |                 |
| D. Franceschini 88’ | Marcatori | 75’ Dario Silva |

| Arbitro: | Pin (Conegliano) |

|               |           |  |
| Cammarata 57’ | Marcatori |  |

| Arbitro: | Treossi (Forlì) |

|                                  |           |                |
| Chianese 30’, 90’ Di Michele 68’ | Marcatori | 31’ D. Morello |

| Arbitro: | Ceccarini (Livorno) |

|                           |           |  |
| Lasalandra 21’ Sturba 49’ | Marcatori |  |

| Foggia 5 aprile 1998 28ª giornata | Foggia          | 0 – 0 | Verona | Stadio Pino Zaccheria\| Arbitro: \| Sputore (Vasto) \| |
| Arbitro:                          | Sputore (Vasto) |       |        |                                                        |

| Arbitro: | Rosetti (Torino) |

|                                           |           |                                           |
| Boscolo 7’ Pradella 90’ Fiorio 95’ (rig.) | Marcatori | 20’ Chianese 30’ Oshadogan 81’ G. Colucci |

| Arbitro: | Cesari (Genova) |

|                                                          |           |               |
| Di Michele 8’ Oshadogan 55’ Vukoja 76’, 92’ Chianese 80’ | Marcatori | 65’ Francioso |

| Arbitro: | Serena (Bassano del Grappa) |

|                              |           |  |
| Paci 40’ (rig.) Colacone 91’ | Marcatori |  |

| Arbitro: | Pairetto (Nichelino) |

|                                     |           |  |
| Oshadogan 54’ Di Michele 84’ (rig.) | Marcatori |  |

| Arbitro: | Calabrese (Avezzano) |

|                   |           |            |
| Monaco 76’ (aut.) | Marcatori | 19’ Fiorin |

| Arbitro: | Messina (Bergamo) |

|             |           |               |
| Perrone 71’ | Marcatori | 81’ Tovalieri |

| Arbitro: | Bolognino (Milano) |

|  |           |              |
|  | Marcatori | 18’ Chianese |

| Arbitro: | Bazzoli (Merano) |

|                                   |           |                               |
| Oshadogan 47’ Chianese 56’ (rig.) | Marcatori | 60’ Bertarelli 85’ Pietranera |

| Arbitro: | Bettin (Padova) |

|                                            |           |                         |
| I. Franceschini 2’ Breda 49’ De Cesare 88’ | Marcatori | 63’ Chianese 89’ Vukoja |

| Arbitro: | Rosetti (Torino) |

|                               |           |                             |
| Axeldal 48’ Vukoja 83’ (rig.) | Marcatori | 41’ D. Pellegrini 46’ Ricci |

### Coppa Italia
| Cosenza 17 agosto 1997 1º turno - andata | Cosenza         | 0 – 0 | Foggia | Stadio San Vito\| Arbitro: \| Boggi (Salerno) \| |
| Arbitro:                                 | Boggi (Salerno) |       |        |                                                  |

| Arbitro: | Lana (Torino) |

|                                    |           |                       |
| Vukoja 17’ (rig.) Perrone 64’, 72’ | Marcatori | 17’ Apa 67’ Margiotta |

| Arbitro: | Pairetto (Nichelino) |

|  |           |            |
|  | Marcatori | 32’ Recoba |

| Arbitro: | Rossi (Ciampino) |

|                                          |           |                                   |
| Recoba 4’ (rig.) Zé Elias 82’ Winter 95’ | Marcatori | 46’ (aut.) Bergomi 67’ Di Michele |